# Lorryia matura
Lorryia matura är en spindeldjursart som först beskrevs av Livshitz 1973.  Lorryia matura ingår i släktet Lorryia, och familjen Tydeidae. Arten är reproducerande i Sverige.